# Gmina Gorje
Gorje – gmina w Słowenii. W 2010 roku liczyła 2909 mieszkańców. Stolicą gminy jest wieś Zgornje Gorje.

## Miejscowości
Miejscowości wchodzące w skład gminy Gorje:

- Grabče
- Krnica
- Mevkuž
- Perniki
- Podhom
- Poljšica pri Gorjah
- Radovna
- Spodnje Gorje
- Spodnje Laze
- Višelnica
- Zgornje Gorje – siedziba gminy
- Zgornje Laze